# 刘振起
刘振起（1946年5月18日—），男，汉族，河北黄骅人，空军上将軍銜，曾任中国人民解放军总政治部副主任。
1965年，刘振起考入北京理工大学。1970年，加入中国人民解放军空军，历任空军飞行员、空军师政治部、组织处干事、组织处副处长、处长、高炮第15师政治委员、空军航空兵第33师政治委员、空军昆明指挥所副政治委员。1992年12月，任成都军区空军政治部主任、党委常委，1993年7月晋升为空军少将。1996年3月，任空军第7军政治委员，次年任广州军区空军副政治委员、军区空军党委常委。2001年，任兰州军区空军政委等职位，并晋升为空军中将。2004年，任中国人民解放军总政治部主任助理、副主任等职位。2011年8月任十一届全国人大教育科学文化卫生委员会副主任委员。
中共第十七屆中央候補委員。2008年7月晉升上將軍銜。